# Lisa Duggan
Lisa Duggan (geboren 1954) ist eine US-amerikanische Geschlechterforscherin und Historikerin. Sie spezialisiert sich auf LGBT-Studien und Amerikanistik.

## Leben
Sie schloss ihr Doktorat 1992 an der University of Pennsylvania ab. Sie unterrichtete an der Brown University und ist derzeit Professorin an der New York University am Institut für soziale und kulturelle Analyse.
Mit ihrem Aufsatz The New Homonormativity: The Sexual Politics of Neoliberalism im 2002 veröffentlichten Buch Materializing democracy: toward a revitalized cultural politics prägte sie den Begriff Homonormativität. Darin kritisiert sie Homonormativität als neoliberale Strategie, um schwule Männer und lesbische Frauen durch Anpassung an heteronormative Lebensstile in den Status quo einzubinden, anstatt gängige politische Institutionen und soziale Normen zu hinterfragen.
Von 2014 bis 2015 war sie Präsidentin der American Studies Association. In dieser Funktion war sie Teil einer Kontroverse rund um einen Boykott israelischer Universitäten durch die American Studies Association, den sie mittrug und unterstützte.

## Veröffentlichungen (Auswahl)
- mit Nan D. Hunter: Sex Wars: Sexual Dissent and Political Culture. 1995.
- Sapphic Slashers: Sex, Violence and American Modernity. 2000.
- mit Laurent Berlant (Hrsg.): Our Monica, Ourselves: The Clinton Affair and National Interest. 2001.
- The Twilight of Equality? : Neoliberalism, Cultural Politics, and the Attack on Democracy. 2003.
- Mean Girl : Ayn Rand and the Culture of Greed. University of California Press, 2019.